# Finnchad mac Baccedo
Finnchad mac Baccedo – legendarny król Ulaidu z dynastii Milezjan (linia Ira, syna Mileda) w latach 194-192 p.n.e. Syn Bacceda (Baiceda), syna Daire’a mac Forgo, króla Ulaidu.
Informacje na jego temat zostały zapisane w źródłach średniowiecznych, np. „Laud Misc. 610” z XV w., gdzie na jego temat zanotowano: Findc[h]ad m[a]c Bacced[o] m[ei]c Dáre .ii. blī[adna] (fol. 107 a 26). Dowiadujemy się z niego, że panował dwa lata (małymi literami rzymska cyfra II) nad Ulaidem z Emain Macha. Jego następcą został bratanek jego dziadka Conchobar II Maol („Łysy”) mac Fortha.